# Gekijōban Hayate no Gotoku! Heaven Is a Place on Earth
Gekijōban Hayate no Gotoku! Heaven Is a Place on Earth (劇場版 ハヤテのごとく! HEAVEN IS A PLACE ON EARTH, Gekijō-ban Hayate no Gotoku! Hebun isu a pureisu on āsu) é um filme de animé japonês do género comédia romântica, realizado por Hideto Komori e escrito por Yasuko Kobayashi, com base na franquia de animé e manga Hayate no Gotoku! de Kenjiro Hata. Estreou-se no Japão a 27 de agosto de 2011, em conjunto com o filme Mahō Sensei Negima: Anime Final. Na América do Norte, foi exibido através de fluxo de média e lançado em vídeo pela Sentai Filmworks em agosto de 2015.

## Elenco
- Mikako Takahashi como Ayumu Nishizawa
- Rie Kugimiya como Nagi Sanzenin
- Rie Tanaka como Maria
- Ryoko Shiraishi como Hayate Ayasaki
- Shizuka Itō como Hinagiku Katsura
- Aya Endō como Suzune
- Ayumi Fujimura como Chiharu Harukaze
- Eri Nakao como Miki Hanabishi
- Haruka Yamazaki como Ruka Suirenji
- Hitomi Nabatame como Yukiji Katsura
- Masumi Asano como Risa Asakaze
- Miyu Matsuki como Isumi Saginomiya
- Satoshi Hino como Kyōnosuke Kaoru
- Sayuri Yahagi como Izumi Segawa
- Yōko Hikasa como Kayura Tsurugino
- Kana Ueda como Sakuya Aizawa
- Kenta Miyake como Seishirō Klaus
- Marina Inoue como Wataru Tachibana
- Saki Nakajima como Saki Kijima